# Димитровден
Димитровден е народен и православен празник, отбелязван на 26 октомври в памет на свети Димитър Солунски.

## Имен ден
На този ден празнуват: Димитър, Димислава, Димитрина, Димитрия, Деметра, Демира, Демба, Дима, Димка, Димо, Димана, Митко, Митра, Митка, Митрана, Мита, Диян/а, Диан/a, Деян/а, Драго.

## Християнски празник
Свети Димитър е роден през III век в гр. Солун, а баща му е тогавашният градоначалник. След неговата смърт император Максимиан Херкул възлага този пост на Димитър, който е приет с голяма радост и почит. Като управител на Солун Димитър открито изповядва и слави християнската вяра. Недоволен от неговото поведение, император Галерий го хвърля в тъмница. Преди да го осъдят, войници влезли в килията му и го убиват с копие по време на молитва. Тогава християнската църква го провъзгласява за мъченик на вярата и светец, а жителите на Солун започват да го почитат като покровител на града.

## В българския фолклор
Според народните представи от Димитровден (наричан също локално Митровден или Разпуст) започва зимата, народна поговорка гласи: „Георги носи лято, Димитър – зима“. Според легендата Св. Димитър е покровител на зимата и студа и е по-голям брат на Св. Георги. Той язди на червен кон, а от дългата му бяла брада се изсипват първите снежинки – „Дойде ли Димитър, идва и снегът“. Като предвестник на зимата и студа светецът се свързва със света на мъртвите. Затова около празника е една от най-големите Задушници. Българско народно предание представя Св. Димитър като брат близнак на Св. Георги. Приживе братята се разделили, тръгвайки по света в различни посоки. Георги му зарекъл, че ако види от стряха кръв да капе, то значи той е умрял. След време Димитър видял една стряха да капе кръв и тръгнал към Георгиевата страна на света, заварил ламя, която била изяла Георги. Притиснал Димитър ламята и тя му дала душата на Георги. После двамата яхнали конете и литнали към небесата. Там си разделили годината по братски – за Св. Георги лятото, а за Св. Димитър зимата.
Димитровден е и традиционния край на стопанския сезон – ралата се прибират на сухо, редят се дървата за зимата, очакват се първите снегове. В традиционното общество на този ден изтича годишният договор на слуги и ратаи, които могат да започнат работа на друго място.
Характерни са и трите дни след Димитровден, т. нар. Миши дни.
Датата 26 октомври е приета и за ден на Сливен, Болярово, Видин, Айтос и Радомир.
Професионален празник е на ковачите, техниците, инженерите и металурзите.
Димитровден се характеризира с обредно полазване – гадаене по първи гост. Обредът тук се нарича булезен, булезване или полязка. Изпълнява се също и на Игнажден. Вярва се, че ако първите полазници са момчета, през година ще се раждат повече мъжки животни. Ако полазникът е добър и имотен човек, годината ще е здрава, плодовита и благополучна. На Димитровден започват годежите и сватбите, момите извиват сглядно хоро пред ергените и техните родители. В старопланинските райони следят ако срещу празника месечината е пълна, пчелите ще се роят и кошерите ще са пълни с мед, а кошарите ще са пълни с агънца. Иманярите вярват, че в нощта на Димитровден небето се отваря и заровените жълтици проблясват със синкав пламък. По стар обичай на имен ден се ходи неканен и се носят бели цветя за именика, за да е блага зимата. Цветята се увиват с ален конец, за да са здрави имениците. На Димитровден на трапезата се приготвя курбан или гювеч от овнешко и пилешка яхния – от петел, ако именикът е мъж и от кокошка, ако е жена. Сервират се зеленчуци. Също на масата се слага варена царевица, пестил, пита с ябълки или печени ябълки, рачел, и тиква.